# Terahertz
| Grotere eenheden | Grotere eenheden | Grotere eenheden |
| factor           | naam             | symbool          |
| ---------------- | ---------------- | ---------------- |
| 1                | hertz            | Hz               |
| 103              | kilohertz        | kHz              |
| 106              | megahertz        | MHz              |
| 109              | gigahertz        | GHz              |
| 1012             | terahertz        | THz              |

De terahertz is een tot het SI behorende afgeleide eenheid. De eenheid heeft het symbool THz. Een terahertz is gelijk aan 1012 Hz, ofwel 1 000 000 000 000 hertz. Eén cyclus duurt daarmee 1 picoseconde.
Radiogolven met frequenties in de buurt van een terahertz worden ook wel submillimetergolven genoemd omdat de golflengte van THz-straling tussen 1 mm en 100 micrometer groot is. THz-straling bevindt zich in het spectrum van elektromagnetische straling tussen het microgolven- en het verre infraroodgebied.
THz-straling is niet zichtbaar met het blote oog. Net als microgolven gaat THz-straling door allerlei materialen heen. De atmosfeer van de aarde absorbeert submillimeterstraling waardoor het beperkt bruikbaar is voor telecommunicatie. De straling wordt vooral door wetenschappers gebruikt om onderzoek te doen naar materialen en hun eigenschappen.
Nevels en gaswolken in de ruimte zijn een bron van THz-straling. Uit deze straling kan de moleculaire samenstelling van de wolken worden afgeleid. Astronomen gebruiken daarom THz-meetinstallaties in de ruimte (satellieten) en op de aarde (telescopen) om bijvoorbeeld stervorming te onderzoeken. Dit type onderzoek heet submillimeterastronomie.